# Родниковка (Закарпатская область)
Роднико́вка (укр. Родниківка) — село в Полянской сельской общине Мукачевского района Закарпатской области Украины.
Население по переписи 2001 года составляло 862 человека. Почтовый индекс — 89310. Телефонный код — 3133.

## История
В 1946 году указом ПВС УССР село Извор переименовано в Родниковку.